# 朗格內斯半島
68°28′S 78°15′E / 68.467°S 78.250°E
朗格內斯半島是南極洲的半島，位於維多利亞地，長17公里，該半島由挪威製圖師根據該國探險隊拍攝的空中照片被繪入地圖，現時由南極條約體系管理。